# NGC 827
NGC 827 è una galassia a spirale situata nella costellazione della Balena, a una distanza di circa 154 milioni di anni luce dalla nostra Via Lattea.

## Scoperta
La galassia è stata scoperta il 7 novembre 1784 dall'astronomo britannico di origine tedesca William Herschel.

## Descrizione
NGC 827 presenta una larga riga a 21 cm dell'idrogeno neutro.

## Gruppo di NGC 827
NGC 827 è la più vasta e la più brillante di un piccolo gruppo di tre galassie. Le altre due galassie che costituiscono il Gruppo di NGC 827  sono UGC 1572 e UGC 1663.